# GRAS
GRAS（グラス）は、アメリカ食品医薬品局（FDA）より食品添加物に与えられる安全基準合格証。Generally Recognized As Safe（訳：一般に安全と認められる）の頭字語。

## 概要
1958年の食品添加物規制法の大幅な改訂（Food Additives Amendment）の際に設けられたポジティブリスト制度である。
毒性データの有無に関わらず、長年の食経験や科学的な知見などを総合して評価した場合に、食品添加物としての使用に際立ったリスクがない、とみなされた物質がGRASリスト（連邦規則集第21編 Part170.30）に加えられた。リストに指定されていない添加物は使用を禁じられる。

## 評価の流れ
GRAS物質は、認定後にFDAによって再評価がなされる。再評価によってもGRASであることが確認された場合、その物質は「GRAS確認済み物質」というステータスとなる。再評価の結果、物質が使用禁止になる場合もある。例えばサイクラミン酸は最初GRAS物質であったが、ラットへの大量投与により膀胱癌の発生が確認されたため、1969年にデラニー条項により使用禁止となった。
動物実験などによって得られる毒性評価がなされた場合には、GRASではない通常の食品添加物リストに移される。
当初、GRAS物質の認定は専門家による評価のみで、政府（FDA）の承認を要求していなかった。1997年からはFDAに評価の手順を届出、その手順に従って正しく評価が行われたことを確認する制度となっている。

## FEMA GRAS
アメリカの食品用香料（フレーバー）の業界団体・Flavor and Extract Manufacturers Association（FEMA）において、1965年から専門家によるパネル（FEXPAN）が設立され、フレーバーに関するGRAS物質リストを独自に審査するようになった。このリストはFEMA GRASと呼ばれ、多くの国で規制基準に採用されている。FEMA GRASの審査法はデシジョンツリーを使用したものである。

## 他国に対する影響
- 日本における既存添加物リストの制定と経緯がGRASと類似している。
- 日本において食品添加物規制の国際化が2002年より開始された際、FEMA GRASが一部採用されている（食塩へのフェロシアン化物の使用認可など）。
- JECFAの安全性評価においては、FEMA GRASの審査法が採用されておりデファクトスタンダードとなっている[2]。